# Rapcsák Tamás
Rapcsák Tamás (Debrecen, 1947. március 18. – Kuba, 2008. március 24.) matematikus, egyetemi tanár, Rapcsák András matematikus fia, Rapcsák András politikus testvére.

## Életpályája
A debreceni Kossuth Lajos Tudományegyetem matematika szakán végzett 1970-ben. Főállásban az MTA SZTAKI kutatója volt, de egyetemen is tanított, vendégprofesszorként külföldön is. 1972-től 1978-ig lineáris és nemlineáris programozást tanított az ELTE matematikus és programozó matematikus hallgatóinak.
Az MTA SZTAKI Operációkutatási Osztályát 1989-től vezette, az Operációkutatás és Döntési Rendszerek Laboratóriumot és Osztályt pedig 1991-től. 1995-től tanszékvezető egyetemi tanár volt a budapesti Corvinus Egyetem Gazdasági Döntések Tanszékén. Szakmai egyesületek és társaságok alapító és vezetőségi tagja volt.

## Munkássága
Fő kutatási témái: a nemlineáris optimalizálás strukturális kérdései és egyensúlyi rendszerek, valamint a döntéstámogató rendszerek. Tudományos cikkei és tanulmányai rangos nemzetközi folyóiratokban jelentek meg. Több szakmai folyóirat szerkesztő bizottságának tagja volt. Tudományos cikkeinek száma 111. Két szakkönyvet publikált, egyiket a rangos Kluwer kiadónál.

## Kitüntetései
- Farkas Gyula-díj, 1978
- ANBAR Citation of Highest Quality Rating, 1996